# Sabana tropical de las llanuras de Victoria
La sabana tropical de las llanuras de Victoria es una ecorregión de pastizales, sabanas y matorrales tropicales y subtropicales del noroeste de Australia.

## Geografía
La ecorregión se encuentra en el centro del Territorio del Norte y se extiende hasta el noreste de Australia Occidental. Forma una transición entre las sabanas tropicales del norte de Australia y los desiertos del interior del país. La cordillera Bungle Bungle se encuentra en la ecorregión. Limita al noroeste y al norte con la sabana tropical de Kimberley, al noreste y al este con la sabana tropical de Carpentaria y al sureste con Mitchell Grass Downs. Al sur se encuentra la ecorregión del Gran Desierto Arenoso-Tanami.
La parte occidental de la ecorregión, conocida como la llanura de Ord Victoria, está drenada por la parte alta de los ríos Ord y Victoria.

## Clima
La ecorregión tiene un clima tropical de sabana. Las temperaturas máximas medias mensuales oscilan entre 25° y 35 °C. El monzón trae una estación húmeda estival entre noviembre y marzo. La estación seca se prolonga durante el resto del año y casi no llueve. Las precipitaciones suelen disminuir de norte a sur, oscilando entre 1200 mm anuales en el norte y 600 mm anuales en el sur. Algunas zonas localizadas en las montañas experimentan mayores precipitaciones.

## Zonas protegidas
Una evaluación de 2017 reveló que 16 001 km², o el 7 %, de la ecorregión se encuentra en áreas protegidas. Las zonas protegidas de la ecorregión incluyen el Parque nacional de Purnululu, la Reserva de conservación de Bullwaddy, la Reserva de regeneración del río Ord y las partes oriental y meridional del Parque nacional Judbarra.